# João Pedrosa
João Nuno Pinto Pedrosa (* 31. Mai 2000 in Porto) ist ein portugiesischer Volleyball- und Beachvolleyballspieler. Er ist portugiesischer Beachvolleyballmeister, Studentenweltmeister im Sand sowie Pokalsieger seines Heimatlandes.

## Karriere Halle
In der Saison 2014/15 stand der Diagonalangreifer für AA Espinho in der U19 am Netz. Zwei Spielzeiten später wurde er mit SC Espinho portugiesischer Meister dieser Altersklasse. Im folgenden Spieljahr gewann er mit dem Verein aus der Stadt an der Atlantikküste den portugiesischen Pokal und den Supercup sowie die Bronzemedaille in der höchsten Spielklasse des Landes. 2019 und zwei Jahre danach belegte der Club jeweils den vierten Rang in der Liga, ebenfalls 2021 stand er ein weiteres Mal im Supercupfinale.

## Karriere Beach
2016 nahm Pedrosa mit Afonso Reis an den U18- und mit Lidio Guedes an den U20-Europameisterschaften teil. Die Portugiesen blieben bei beiden Veranstaltungen sieglos. Ein Jahr später entschied sich der in Porto geborene Sportler für eine Zusammenarbeit mit Hugo Campos. Die beiden traten bei mehreren kontinentalen Jugend- und Juniorenwettbewerben an, bestes Resultat war der Einzug ins Achtelfinale bei den U22-EM 2021 in Baden. In der gleichen Saison gelangen ihnen zwei Endspielteilnahmen bei Ein-Stern-Turnieren wie auch ein Spieljahr später bei einem Event im gleichwertigen neuen Future-Format. Ebenso 2022 wurden sie portugiesische Meister im Beachvolleyball und gewannen die Studentenweltmeisterschaft im brasilianischen Maceió. 2023 erreichten sie am 23. Juli ihren bis zu diesem Zeitpunkt größten Erfolg bei FIVB-Wettkämpfen, als sie im Challenge-Finale von Edmonton die Norweger Hendrik Mol und Mathias Berntsen in zwei Sätzen besiegten.

## Privates
João stand als Kind im Tor bei Boavista Porto. Mit seinem Vater José Pedrosa und mit seinen Freunden spielte er jedoch in den Sommermonaten häufig Beachvolleyball. Sein Erzeuger war von 1998 bis 2003 beim SC Espinho aktiv und gewann mit dem Verein 2001 den Top Teams Cup sowie zwei Mal die Meisterschaft und drei Mal den Pokal seines Heimatlandes. Zudem gewann er 2000 den portugiesischen Supercup.